# Роббинс, Майлз
Майлз Роббинс (англ. Miles Robbins; род. 4 мая 1992 года, Нью-Йорк, США) — американский актёр и музыкант.

## Биография

### Ранние годы
Майлз Гатри Томалин Роббинс родился 4 мая 1992 года в Нью-Йорке в семье актёров Тима Роббинса и Сьюзан Сарандон. Он изучал документальное кино и производство музыки в Университете Брауна в течение трёх лет, но ушёл до окончания учёбы.
Имеет единоутробную сестру — актрису Эву Амурри, а также старшего брата — режиссёра Джека Генри Роббинса.

### Карьера

#### Музыка
Роббинс работал диск-жокеем. В своей нынешней психоделической поп-группе под названием «Pow Pow Family Band» Роббинс выступал в роли персонажа по имени «Милли» — «недовольной домохозяйки», обожающей платья и красную помаду.

#### Актёр
У Роббинса были небольшие роли в фильмах «Мой друг Дамер» и «Моцарт в джунглях», а также роль Ди Ди Рамона в «Отжиге».
В 2018 году принял участие в съёмках 11 сезона «Секретных материалов», где сыграл Уильяма, сына-подростка Даны Скалли и Фокса Малдера. В этом же году сыграл Дэйва в слэшере «Хэллоуин», ставшем прямым продолжением первой ленты 1978 года.
В фильме «Секса не будет!!!» сыграл Коннора, также известного как «Шеф-повар».
У него также были роли в экранизации романа Тао Линя «Тайбэй» и в постановке Криса Морриса «Наступит день».

## Фильмография
| Год       |    | Русское название    | Оригинальное название | Роль                       |
| --------- | -- | ------------------- | --------------------- | -------------------------- |
| 1995      | ф  | Мертвец идёт        | Dead Man Walking      | мальчик в церкви           |
| 2009      | тф | Побочный эффект     | Possible Side Effects | Чип Хант                   |
| 2009      | ф  | Самый лучший        | The Greatest          | Шон Брюэр                  |
| 2016—2017 | с  | Веб-сериал          | Webseries             | Майлз                      |
| 2016—2018 | с  | Моцарт в джунглях   | Mozart in the Jungle  | Дэнни/Эрэйсфес             |
| 2017      | с  | Отжиг               | Webseries             | Ди Ди Рамон                |
| 2017      | ф  | Мой друг Дамер      | My Friend Dahmer      | Ллойд Фигг                 |
| 2018      | с  | Секретные материалы | The X-Files           | Джексон Ван Де Камп/Уильям |
| 2018      | ф  | Хэллоуин            | Halloween             | Дэйв                       |
| 2018      | ф  | Высокое разрешение  | High Resolution       | Кэлвин                     |
| 2019      | ф  | Дэниел ненастоящий  | Daniel Isn't Real     | Люк Найтингейл             |
| 2019      | ф  | Наступит день       | The Day Shall Come    | Джош                       |
| 2019      | ф  | Пусть идёт снег     | Let It Snow           | Билли                      |
| 2020      | с  | Чудотворцы          | Miracle Workers       | Тристан                    |
| 2020      | мф | Бесстрашный         | Let It Snow           | Рэйд                       |
| 2022      | ки | The Quarry          | The Quarry            | Дилан Ленайви              |
| 2023      | с  | Старые отцы         | Old Dads              | Аспен Белл                 |